# Nagia promata
Nagia promata là một loài bướm đêm trong họ Noctuidae.